# サセックス

サセックスの位置

サセックス（英: Sussex, /ˈsʌsɪks/, 「南のサクソン人」の意味）は、イギリスのサウス・イースト・イングランドにある地域。かつてはサセックス王国やサセックス・カウンティが置かれた。現在のイースト・サセックスとウェスト・サセックスの各典礼カウンティにあたる。
北でサリー、北東でケント、西でハンプシャーの各典礼カウンティに隣接し、南はイギリス海峡に臨む。ブライトン・アンド・ホヴのシティやサウスダウンズ国立公園、ハイ・ウィールドおよびチチェスター・ハーバーの各国定景観（旧特別自然美観地域）がある。海岸線は220キロメートルにわたる。
古代ローマのブリタニア属州時代にレグニ族が到来した。5世紀にサセックス王国が建てられたが、エランダンの戦い直後の827年ごろにウェセックス王国に征服された。927年にイングランド王国の版図となった。ノルマン朝時代までにレイプ (rape) と呼ばれる6つの行政区に編成され、その下にハンドレッド（百戸村）が置かれた。しかし、四季裁判所では西部と東部の各3レイプは16世紀までにほとんどの場合一緒の扱いとされ、1889年にはイースト・サセックスとウェスト・サセックスの各行政カウンティが設立された。こうした東西の分割状態はその後の地方行政改革でも維持され、1974年にはサセックスの総監と長官も東西それぞれに置かれることとなった。これにより、サセックスは典礼カウンティとしての地位を失った。
2007年には、州の文化や歴史を顕彰する目的で「サセックスの日」が制定された。サセックスの守護聖人であるチチェスターの聖リチャードの祭日にあたる6月16日がサセックスの日である。